# Kepler-352b
Kepler-352b és un planeta extrasolar que forma part d'un sistema planetari format per almenys dos planetes. Orbita l'estrella Kepler-352. Va ser descobert l'any 2014 per la sonda Kepler per mitjà de trànsit astronòmic.